# Атомен подводен ракетен крайцер
Атомен подводен ракетен крайцер (или АПРК) още и ПЛАРК – подводна лодка атомна с ракети крилати; в Руската Федерация – обозначение на атомни подводници, въоръжени с крилати ракети с подводно базиране. Предназначението на тези подводници е нанасянето на ракетни удари по корабите или бреговите обекти на противника. Според класификацията на ВМС на САЩ ПЛАРК се обозначават като SSGN (Ship Submarine Guided (missile) Nuclear). Атомни подводници с крилати ракети имат в състава си военноморските сили на Русия и САЩ.

## История на развитието
Създаването на подводниците въоръжени с крилати ракети започва в разгара на студената война. Експерименталните и пробните изстрелвания на крилати ракети от подводници се осъществяват от преоборудвани дизел-електрически субмарини. След отработката на пусковите комплекси започва и създаването на подходящи подводници-носители за новото оръжие.
Първите типове ракети имат невисоки показатели за далечина на полета и точност на попадението: при радиус на действие до 1000 km КВО съставлява при тях около 8 km.
Тъй като радиуса на полета на първите типове ракети е сравнително неголям, то те са способни да поразават само много големи наземни цели. В съответствие със стратегическите планове, крилатите ракети се предназначават за ядрени удари по големите градове на „вероятния противник“.
За носенето на бойното дежурство, обаче, е необходимо преодоляването на големи разстояния, а достаточна автономност за това имат само атомните субмарини.
Първата американска подводница, способна да изстрелва крилати ракети става „Халибът“ (SSGN-587), влязла в експлоатация на 4 януари 1960 г. Тя носи пускова установка за ракетите тип „Regulus“ с боекомплект от 5 ракети. Първата съветска ПЛАРК, K-45 от проекта 659, е въведена в строй на 28 юни 1961 г. и носи 6 ракети П-5 в отделени херметични контейнери извън здравия корпус.
С приемането на въоръжение на балистичните ракети с морско базиране, крилатите ракети на подводниците престават да бъдат елемент на ядреното сдържане. САЩ практически престават да строят подводници с крилати ракети, а за аналогичните съветски лодки нова цел стават големите надводни кораби на противника. Като правило, в учебните им задачи цел е унищожаването на авионосна ударна групировка на противника. Новите съветски ПЛАРК са кръстени „убийца на самолетоносачи“.
В периода от 2002 до 2008 г., във връзка с програмите за ограничение на стратегическите ядрен арсенали СНВ-1 и СНВ-2, след основен ремонт, четири стратегически подводници на САЩ от типа „Охайо“ са превъоръжени с крилати ракети. Вместо 24 балистични ракети „Трайдънт“ лодките получават почти 150 високоточни неядрени крилати ракети от типа „Томахоук“. Така възниква и третото предназначение на подводниците с крилати ракети – плаваща подводна платформа за високоточно оръжие, способна да поддържа наземните войска хиляди километра от метрополията. Неофициално, преоборудваните субмарини често се наричат „подводни монитори“, заради тази тяхна функция – масирани ракетни обстрели по наземни цели.